# Třída Protecteur
Třída Protecteur byly zásobovací tankery kanadského královského námořnictva. Třída se skládala z jednotek Protecteur a Preserver, postavených v letech 1966–1970. Tankery byly ze služby vyřazeny v letech 2015–2016. Ve službě je od roku 2019 nahradí dvě nová plavidla pojmenované rovněž jako třída Protecteur. Do té doby bude námořnictvo provizorně využívat upravenou civilní loď MV Asterix.

## Stavba
Obě dvě jednotky této třídy postavila kanadská loděnice Saint John Shipbuilding Ltd. v Saint Johnu.
Jednotky třídy Protecteur:
| Jméno                     | Spuštěna          | Vstup do služby | Status                   |
| ------------------------- | ----------------- | --------------- | ------------------------ |
| HMCS Protecteur (AOR-509) | 18. července 1968 | 1969            | Vyřazen 14. května 2015. |
| HMCS Preserver (AOR-510)  | 29. května 1969   | 1970            | Vyřazen 21. října 2016.  |

## Konstrukce

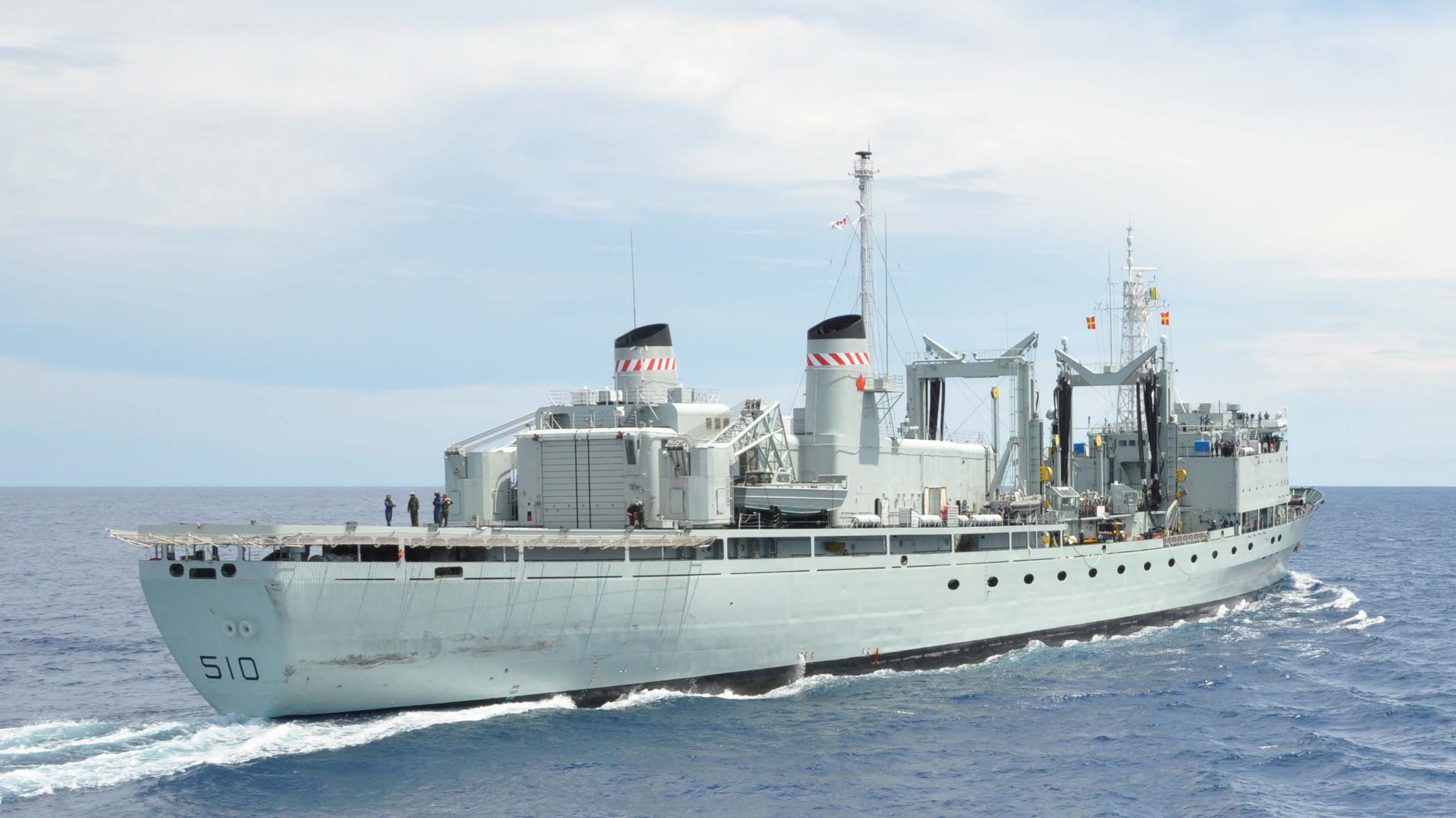
HMCS Preserver (AOR-510)

Tato plavidla nesla až 14 590 tun topného oleje, 600 tun nafty, 1250 tun munice a 1048 tun suchého nákladu, náhradních dílů a zásob. Pro předání svého nákladu měly čtyři zásobovací stanoviště a dva jeřáby s nosností 15 tun. Nesly také čtyři výsadkové čluny a měly prostory pro výsadek 50 vojáků námořní pěchoty. Původní výzbroj tvořily dva 76mm kanóny, později je nahradily dva 20mm kanóny Phalanx CIWS a šest 12,7mm kulometů. Na zádi se nacházela letová paluba a hangár pro tři vrtulníky. Pohonný systém tvořily dva kotle Babcock & Wilcox a parní turbína General Electric o výkonu 21 000 shp, pohánějící jeden lodní šroub. Nejvyšší rychlost dosahovala 20 uzlů. Dosah byl 7500 námořních mil při rychlosti 11 uzlů.